# New Zealand Plant Conservation Network
Het New Zealand Plant Conservation Network (NZPCN) is een niet-gouvernementele organisatie die zich in Nieuw-Zeeland bezighoudt met de bescherming en het herstel van de oorspronkelijke flora en hun natuurlijke habitats. Het netwerk is in 2003 opgericht als bijdrage aan het implementeren van de New Zealand Biodiversity Strategy en de Global Plant Conservation Strategy.
De organisatie heeft een aantal sponsors, waaronder het Department of Conservation, de Nieuw-Zeelandse overheidsorganisatie die zich bezighoudt met natuurbescherming. Onder de leden van het netwerk bevinden zich botanici, plantenkwekers, botanische tuinen, universiteiten, lokale overheden, de centrale overheid en groepen uit de gemeenschap. De leden van het netwerk houden zich bezig met beschermingsactiviteiten van planten en plantengemeenschappen in de natuur, het verspreiden van informatie over inheemse plantensoorten en plantengemeenschappen en de coördinatie van ex-situbehoud van bedreigde plantensoorten en trainingsprogramma's met betrekking tot plantenbescherming. 
De MWH Seed Bank is een zaadbank op initiatief van het bedrijf MWH en het NZPCN, waarin zaden van bedreigde Nieuw-Zeelandse plantensoorten worden opgeslagen. De zaadbank is gevestigd binnen het Margot Forde Germplasm Centre in Palmerston North op het Noordereiland.
De website van de NZPCN biedt informatie over de inheemse flora (waaronder vaatplanten, mossen, levermossen, schimmels en korstmossen) uit Nieuw-Zeeland en hun bescherming. Ook wordt er informatie gegeven over plaagdieren en verwilderde plantensoorten, waaronder mogelijke invasieve soorten. 